# مسيح (مسلسل)
مسيح (بالإنجليزية: Messiah) مسلسل أمريكي قادم من تأليف مايكل بتروني. سيتكون الموسم الأول من عشرة حلقات وسيعرض على موقع نتفليكس في عام 2020.

## عنه
المسلسل يدور حول رد فعل العالم الحديث إلى رجل يظهر لأول مرة في الشرق الأوسط يدعي أنه المسيح. يدعي رجل إيراني يبلغ من العمر 36 عاماً (مهدي دهبي) بأنه السيد المسيح، ويصبح محط أنظار العالم وملاحقًا من قبل عميلة الاستخبارات الأمريكية إيفا غيلر (ميشيل موناغان) ، ويستطيع أن يجذب عقول الناس إليه بما فيهم قس أمريكي آمن به يدعى فيليكس إيغيرو (جون أورتيز )والذي أهمل ابنته وزوجته في سبيل اتباعه، إلى أن يتم التوصل أن إلى أن هذا الرجل اسمه الحقيقي (بايام غولشيري)، وأنه مصاب بحالة نفسية يعتقد فيها أنه المسيح، وحالته مسجلة بإحدى المصحات العقلية باسم المسيح.

## طاقم العمل
- تومر سيسلي [4]
- ميشيل موناغان [5]
- مهدي دهبي
- جون أورتيز [6]
- ميليندا بيج هاميلتون [3]
- ستيفانيا لافي أوين [3]
- جاين آدامز
- سيد العلمي

## ردود الفعل
تلقى المقطع الدعائي استقبالًا سلبيًا من بعض الجماهير المسلمة. في ديسمبر 2019 ، أُعلن في مؤتمر صحفي أن الهيئة الملكية الأردنية للأفلام طلبت من Netflix الامتناع عن بث المسيح في البلاد بسبب الموضوع الاستفزازي والمحتوى الديني المثير للجدل الذي يشمله المسلسل.

## روابط خارجية
- مسيح على موقع IMDb (الإنجليزية)
- مسيح على موقع روتن توميتوز (الإنجليزية)
- مسيح على موقع نتفليكس (الإنجليزية)
- مسيح على موقع كينوبويسك (الروسية)
- مسيح على موقع ألو سيني (الفرنسية)
- مسيح على موقع قاعدة بيانات الفيلم (الإنجليزية)